# Sidi Zahar
Sidi Zahar (în arabă سيدي زهار) este o comună din provincia Médéa, Algeria.
Populația comunei este de 4.318 locuitori (2008).